# 4811 Semashko
4811 Semashko је астероид главног астероидног појаса са средњом удаљеношћу од Сунца која износи 2,246 астрономских јединица (АЈ).
Апсолутна магнитуда астероида је 14,3.